# María Francisca Clar Margarit
María Francisca Clar Margarit (Palma de Mallorca, 1888 - Madrid, 1952) fue una escritora española de la generación del 27, intelectual, feminista y directora de teatro, que firmaba sus obras con los seudónimos Halma Angélico y Ana Ryus.

## Biografía
Nació en Palma de Mallorca, pero debido a la profesión militar de su padre, la familia pronto se trasladó a Luzón (Filipinas), donde permanecería hasta la independencia de Filipinas de la Corona española. En Madrid estudió en el colegio Sagrado Corazón, recibiendo una formación católica, y posteriormente realizó los estudios de Arte Dramático.
Se casó a los veintiún años, tuvo dos hijos, se separó de su marido y es entonces cuando empezó a trabajar escribiendo colaboraciones en la prensa.
María Francisca puede considerarse como una escritora entre la generación del 98 por su fecha de nacimiento, y la del 27 por su temática. 
Después del golpe de Estado de Franco en 1936 y la posterior guerra civil, la escritora fue encarcelada, finalmente liberada, vivió en Madrid, quedándose aislada intelectualmente, sola, sin volver a la escritura y muriendo en el olvido el 9 de noviembre de 1952.

## Trayectoria
Los estudios e investigaciones sobre las mujeres escritoras de los siglos XIX y XX por algunas investigadoras como Pilar Nieva de la Paz o Ivana Rota han rescatado del olvido la vida y la obra de María Francisca Clar Margarit y otras muchas mujeres, han puesto de manifiesto las intensas relaciones sociales, culturales, profesionales y de defensa de los derechos de las mujeres que existieron entre ellas antes y durante la Segunda República y que la Dictadura Franquista puso fin con la cárcel, el exilio o el silencio.  
María Francisca Clar Margarit vivió el Madrid de los años 20 y 30 más feminista y artístico. Empezó en el teatro, más tarde su trabajo como articulista y su compromiso con el asociacionismo femenino, político y cultural la llevó a participar en las actividades del Lyceum Club Femenino de Madrid, institución cultural femenina, siendo la encargada de la Sección de Literatura, donde estableció contacto con Carmen Baroja, Zenobria Camprubí, María de Maeztu, María Lejárraga, Isabel de Oyarzabal y María Teresa León, entre otras. En 1935 sería la última presidenta.
De formación y convicciones católicas, aunque progresista, no le impidió colaborar con organizaciones de izquierdas; más que el interés político o ideológico, lo que le interesa es la defensa de los derechos de las mujeres.                   
Participó de forma activa en instituciones y asociaciones, como:
- Presidenta del Lyceum Club Femenino.
- Vicepresidenta de la Asociación Nacional de Mujeres Españolas (ANME) en 1935, de bases católicas, sin embargo, su programa era muy avanzado en el campo de la defensa de los derechos de la mujer como madre, esposa, trabajadora, e insistía sobre todo en el reconocimiento de la igualdad jurídica y económica entre los cónyuges.
- Unión de Mujeres de España (UME), organización de izquierda y cercana al PSOE.
- Confederación Nacional de Trabajadores (CNT). En la CNT se había integrado el sindicato que agrupaba a los trabajadores del teatro.
- Fundadora de España femenina.
- Creó el Hogar Sudamericano para exiliados.

En toda su obra, tanto teatral, narrativa como periodística, María Francisca Clar Margarrit se interesa y es recurrente en una serie de temas, como son: los derechos de las mujeres, la maternidad, la protección de las madres solteras y la reforma del Código Civil que modificará las normas desfavorables para las mujeres.

## Teatro
María Francisca Clar Margarit recorrió todos los campos incluidos la dirección y producción teatral.  
- En la interpretación trabajó con Jacinto Benavente para la representación de Don Juan Tenorio en un cenáculo teatral.[2]

- En 1929 y con el seudónimo de Halma Angélico reformó la obra Berta y la tituló La nieta de Fedra. El 25 de agosto de 1938 se estrenó en el Teatro Español de Madrid.[6]
- En 1932 estrenó Entre la cruz y el día en el Teatro Muñoz Seca de Madrid con tal éxito de público que le supuso el reconocimiento de la crítica.[7]
- En mayo de 1936 se estrenó, en el Lyceum Club, Coro de Mujeres de Enrique Bayarri.[8]
- En 1938 estrenó en el Teatro Español Ak y la Humanidad.[9][10]
- Las obras Los caminos de la vida y Berta no llegaron a estrenarse.

## Medios de Comunicación

### Prensa
- Cultura integral y femenina, “la revista de unión social para una obra común de cultura integral femenina” (1933-1936).“Vamos a ocuparnos nosotras mismas de nosotras”. Revista feminista que representaba desde el centro derecha hasta el de izquierda republicana.[11] En la redacción estaban Clara Campoamor,  la redactora-jefe era María Brisso y secretaria de redacción, Jacoba Reclusa. El resto del comité lo formaban María Lejárraga, Eulalia Vicenti, Consuelo Berges, Elisa Soriano, Aurora Cáceres (Evangelina), María Del Valle Mantilla de los Ríos, Halma Angélico e Isabel Oyarzábal.[12]
- ABC
- Blanco y Negro
- Heraldo de Madrid
- Mujer
- Mundo Femenino, era el órgano de expresión de la Asociación Nacional de Mujeres Españolas (ANME), la directora fue Benita Asas (1921-1932) quien contó con escritoras y redactoras como Halma Angélico, Lola Plaza, Nieves Pi, María Mateu, Consuelo Echevarría o Matilde Huici.[13]

## Obras
María Francisca Clar Margarit, además de su intensa labor periodística se dedicó al teatro y a la narrativa, firmó sus obras con los seudónimos de Halma Angélico y Ana Ryus. Es reciente (finales del siglo XX) el estudio, la investigación y desarrollo en tesis doctorales como por ejemplo Mujeres del teatro español entre 1918-1936: Halma Angélico y la busqueda de la humanidad de Tijana Limic.

### Halma Angélico

#### Teatro
- La nieta de Fedra (1929)

- Entre la cruz y el diablo (1932)

- Al margen de la ciudad (1934)

- Ak y la Humanidad (1938), inspirada en el cuento ruso de Jefim Sosulia.

- La gran orgía, que no fue representada.

#### Cuentos
- El templo Profanado (1930),[16] se compone de tres cuentos:
  - La jineta,[17]

- La desertora (1932).[18]

#### Narrativa
- La mística: Estudio de almas (1929).[19]

- Santas que pecaron (Psicología del pecado de amor en la mujer) de 193

#### Inéditas
- El Madrid que a veces también llora (obra inédita)
- Agar, poema en prosa.
- Ibor el magnífico

### Ana Ryus
- Los caminos de la vida (1920)

- Berta (1922)